# Relações entre África do Sul e Rússia
As relações entre África do Sul e Rússia são as relações diplomáticas estabelecidas entre a República da África do Sul e a Federação Russa. Os dois países formalizaram estas relações em 28 de Fevereiro de 1992. África do Sul e Rússia são membros do BRICS e do G-20.